# Колоа
Колоа (енгл. Koloa) насељено је место за статистичке потребе у америчкој савезној држави Хаваји. По попису становништва из 2010. у њему је живело 2.144 становника.

## Демографија
Према попису становништва из 2010. у граду је живело 2.144 становника, што је 202 (10,4%) становника више него 2000. године.
| Група             | 2000.       | 2010.       |
| Белци             | 349 (18,0%) | 446 (20,8%) |
| Афроамериканци    | 7 (0,4%)    | 11 (0,5%)   |
| Азијати           | 850 (43,8%) | 837 (39,0%) |
| Хиспаноамериканци | 221 (11,4%) | 249 (11,6%) |
| Укупно            | 1.942       | 2.144       |